# Luis Trenker
Aloise Franz „Luis” Trenker (ur. 4 października 1892 w Urtijëi, zm. 12 kwietnia 1990 w Bolzano) – włoski aktor i reżyser filmowy, w młodości bobsleista, olimpijczyk.
Występował jako aktor, głównie w filmach górskich od 1921, a reżyserował od 1928. Film Kalifornijski cesarz, który wyreżyserował i w którym zagrał główną rolę, zdobył główną nagrodę na 4. Międzynarodowym Festiwalu Filmowym w Wenecji w 1936.

## Występy na IO
| Rok  | Igrzyska Olimpijskie | Konkurencja             | Wyniki     |
| 1924 | Chamonix             | czwórki/piątki mężczyzn | 6. miejsce |